# Liste der Biografien/Vani
Liste der Biografien |
Portal Biografien |
Personensuche
# |
A |
B |
C |
D |
E |
F |
G |
H |
I |
J |
K |
L |
M |
N |
O |
P |
Q |
R |
S |
T |
U |
V |
W |
X |
Y |
Z |
?
 
Va |
Vd |
Ve |
Vh |
Vi |
Vj |
Vl |
Vn |
Vo |
Vr |
Vs |
Vt |
Vu |
Vy
 
Vaa |
Vab |
Vac |
Vad |
Vae |
Vaf |
Vag |
Vah |
Vai |
Vaj |
Vak |
Val |
Vam |
Van |
Vap |
Vaq |
Var |
Vas |
Vat |
Vau |
Vav |
Vaw |
Vax |
Vay |
Vaz
 
Van A |
Van B |
Van C |
Van D |
Van E |
Van F |
Van G |
Van H |
Van I |
Van K |
Van L |
Van M |
Van N |
Van O |
Van P |
Van Q |
Van R |
Van S |
Van T |
Van U |
Van V |
Van W |
Van Y |
Van Z

Vana |
Vanb |
Vanc |
Vand |
Vane |
Vang |
Vanh |
Vani |
Vanj |
Vank |
Vanl |
Vanm |
Vann |
Vano |
Vanp |
Vanq |
Vanr |
Vans |
Vant |
Vanu |
Vanv |
Vanw |
Vany |
Vanz
Die Liste der Biografien führt alle Personen auf, die in der deutschsprachigen Wikipedia einen Artikel haben. Dieses ist eine Teilliste mit 26 Einträgen von Personen, deren Namen mit den Buchstaben „Vani“ beginnt.

## Vani

### Vania
- Vaniak, Martin (* 1970), tschechischer Fußballtorhüter
- Vaniakizhakel, Matthew (* 1945), indischer Geistlicher, emeritierter Bischof von Satna
- Vaniaux, Schweizer Basketballspielerin

### Vanie
- Vanier, Georges (1888–1967), kanadischer Rechtswissenschaftler, Generalmajor, Botschafter und Generalgouverneur
- Vanier, Jean (1928–2019), kanadischer Marineoffizier, Philosoph, Aktivist für Menschen mit Behinderung, Gründer der katholischen Organisation und Friedensbewegung „L’Arche“
- Vanier, Nicolas (* 1962), französischer Abenteurer, Schriftsteller und Filmemacher

### Vanig
- Vanigli, Richard (* 1971), italienischer Fußballspieler

### Vanii
- Vaniity (* 1973), mexikanische transsexuelle Pornodarstellerin

### Vanik
- Vanik, Charles (1913–2007), US-amerikanischer Politiker (Demokratische Partei)
- Vaník, Jan (1892–1950), österreichischer und tschechoslowakischer Fußballspieler
- Vanik, Jana (* 2003), deutsche Tennisspielerin
- Vaník, Miloš (* 1968), deutsch-tschechischer Eishockeyspieler

### Vanil
- Vanilla Ice (* 1967), US-amerikanischer RapperVanilla Ice (* 1967)

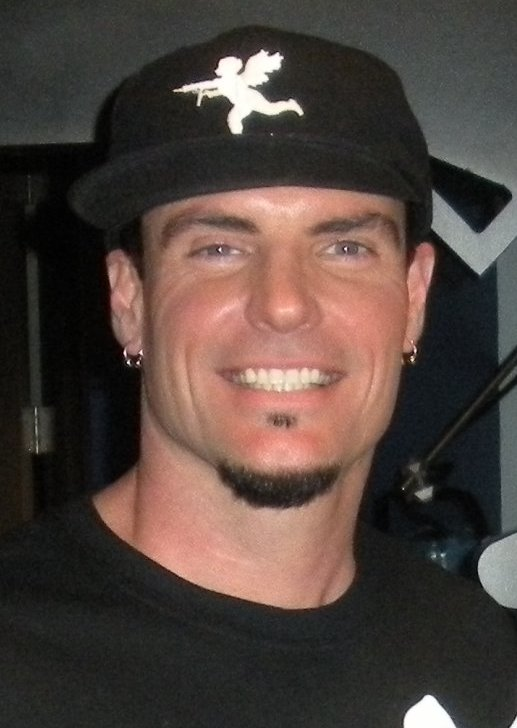
Vanilla Ice (* 1967)

- Vanilla, Ágnes (* 1977), ungarische Sängerin

### Vanim
- Vaniman, Melvin (1866–1912), US-amerikanischer Fotograf, Aeronaut und Geschäftsmann

### Vanin
- Vanini, Lucilio (1585–1619), italienischer Philosoph
- Vanini, Paolo (* 1963), Schweizer Finanzwissenschaftler
- Vanino, Ludwig (1861–1944), deutscher Chemiker
- Vaņins, Andris (* 1980), lettischer Fußballtorhüter

### Vanis
- Vanis, Erich (1928–2004), österreichischer Bergsteiger, Autor
- Vaniš, Josef (1927–2009), tschechischer Kameramann und Fotograf
- Vanistendael, August (1917–2003), belgischer Politiker

### Vanit
- Vanita, Ruth (* 1955), indische Hochschullehrerin und Autorin
- Vanity (1959–2016), kanadische Schauspielerin, Model, Sängerin
- Vanity, Dahvie (* 1984), US-amerikanischer Sänger, Songwriter und Musikproduzent

### Vaniy
- Vaniyapurackal, Sebastian (* 1967), indischer Geistlicher, Kurienbischof im syro-malabarischen Großerzbistum Ernakulam-Angamaly